# Ljetnikovac Grubišić u Tučepima
Ljetnikovac Grubišić, najpoznatiji i najočuvaniji tučepski ljetnikovac u Tučepima, uz ljetnikovce obitelji Kačić i Ivanišević.

## Smještaj
Nalazi se u samoj blizini mora.  Okružuje ga borova šuma. Ukrašava svaku panoramsku fotografiju Tučepi. 

## Povijest
Svoj ljetnikovac, današnji hotel Kaštelet, izgradio je don Klement Grubišić davne 1766. godine. Don Klement Grubišić (1725. – 1773.), filozof i pisac u kaštel se uselio 1766. kojeg je podigao na svom posjedu u Tučepima. Talijanski putopisac i prirodoslovac Alberto Fortis (1741. – 1803.) boravio je u ljetnikovcu, te ljepotu i sklad ladanjskog dvora svoga domaćina usporedio s onima u Italiji. Gostoljubivom i učenom domaćinu dolazili su brojni domaći i strani uglednici koji su htjeli mir i spokoj, te raznosili glase o Tučepima po cijelom svijetu.

## Arhitektonske osobine
Ljetnikovac je izgrađen od klesanog kamena u obliku pravokutnog utvrđenog dvora s vrtom koji i danas krasi zdenac, ali pretvoren u fontanu.
Južno pročelje krasi balkon s balustradom – kamenom ogradom iznad glavnog ulaza na kojem je uklesana 1766. godina.  U visini prvog kata, lijevo od balkona uklesan je obiteljski grb.

## Događanja
Krajem lipnja u atriju održava se tradicionalni festival klapske pjesme – „Kaštelet“.